# August (książę Coimbry)
August de Bragança (ur. 4 listopada 1847 w Lizbonie, zm. 26 września 1889 tamże) – infant portugalski, książę Coimbry.

## Życiorys
Był piątym synem królowej-monarchini Marii II i jej męża króla Ferdynanda II. Był oficerem armii portugalskiej. Odszedł ze służby w stopniu generała dywizji.
27 grudnia 1861 wraz ze śmiercią starszego brata infanta Jana uzyskał następstwo tronu Portugalii, które utracił 28 września 1863 po narodzinach bratanka infanta Karola, syna króla Ludwika I.
Zmarł bezżennie i bezdzietnie w wieku 42 lat i został pochowany w Monasterium św. Wincentego z Saragossy.